# Zuid-Nias
Zuid-Nias (Indonesisch: Nias Selatan) is een regentschap in de Indonesische provincie Noord-Sumatra. Het bestuurlijke centrum van het regentschap zetelt in de havenstad Teluk Dalam. Het regentschap bestaat uit het zuidelijke deel van het eiland Nias, de Batoe-eilanden (Pulau-pulau Batu) en andere kleinere eilanden die iets ten zuiden van Nias liggen. In 2014 besloeg het regentschap een oppervlakte van 2487,9 km². De bevolking is van 289.708 inwoners in 2010 gegroeid naar 305.010 inwoners in 2014.

## Bestuurlijke indeling
Het regentschap Zuid-Nias werd in 2003 gevormd na afsplitsing van het regentschap Nias. Zuid-Nias omvat het zuidelijke deel van het eiland Nias en 104 andere eilandjes, waaronder de Batoe-eilanden, waarvan er zeker 21 permanent zijn bewoond. 
Het regentschap was in 2016 verdeeld in 35 onderdistricten (kecamatan):
| Naam                   | Oppervlakte in km² | Inwoners in 2014 |
| ---------------------- | ------------------ | ---------------- |
| Hibala                 | 225,75             | 4.402            |
| Tanah Masa             | 451,43             | 3.588            |
| Pulau Pulau Batu       | 105,09             | 6.422            |
| Pulau Pulau Batu Timur | 372,05             | 1.660            |
| Simuk                  | 20,42              | 1.204            |
| Pulau-Pulau Batu Barat | 21,06              | 1.495            |
| Pulau-Pulau Batu Utara | 6,30               | 2.421            |
| Teluk Dalam            | 41,30              | 18.926           |
| Fanayama               | 82,49              | 18.205           |
| Toma                   | 41,26              | 10.257           |
| Maniamolo              | 75,32              | 9.698            |
| Mazino                 | 39,49              | 10.815           |
| Luahagundre Maniamolo  | 50,39              | 8.362            |
| Onolalau               | 25,37              | 5.222            |
| Amandraya              | 76,76              | 10.367           |
| Aramo                  | 63,49              | 14.467           |
| Ulususua               | 57,18              | 11.061           |
| Lahusa                 | 80,36              | 21.622           |
| Sidua'ori              | 62,40              | 7.176            |
| Somambawa              | 40,63              | 12.171           |
| Gomo                   | 37,56              | 9.524            |
| Susua                  | 28,23              | 18.261           |
| Mazo                   | 29,03              | 9.945            |
| Umbunasi               | 32,81              | 10.078           |
| Idanotae               | 28,31              | 9.733            |
| Ulu Idanotae           | 14,33              | 6.392            |
| Boronadu               | 29,33              | 8.251            |
| Lolomatua              | 21,59              | 7.828            |
| Ulunoyo                | 48,99              | 9.011            |
| Huruna                 | 49,28              | 10.220           |
| Lolowa'u               | 48,03              | 5.754            |
| Hilimegai              | 40,15              | 5.568            |
| O'o'u                  | 73,16              | 5.751            |
| Onohazumba             | 28,45              | 4.888            |
| Hilisalawa Ahe         | 40,19              | 4.265            |
| Totaal Nias Selatan    | 2.487,98           | 305.010          |

In 2010 telde het regentschap achttien onderdistricten. Sindsdien zijn er nog eens zeventien bijgekomen die werden gevormd uit afsplitsingen van andere onderdistricten. Op de Batoe-eilanden is het aantal onderdistricten gegroeid van drie in 2010 naar  zeven in 2016. Op het hoofdeiland Nias is het aantal onderdistricten van het regentschap gegroeid van vijftien in 2010 naar achtentwintig in 2016.

## Toeristische attracties
Het dorp Bawomataluo is een van de best bewaard gebleven traditionele dorpen in Indonesië met een kenmerkende eigen bouwstijl. Het grootste huis, dat mogelijk dateert uit de achttiende eeuw, is dat van de traditionele vorst van de regio. Het dorp is in 2009 geplaatst op de voorlopige nominatielijst van Werelderfgoed in Indonesië.

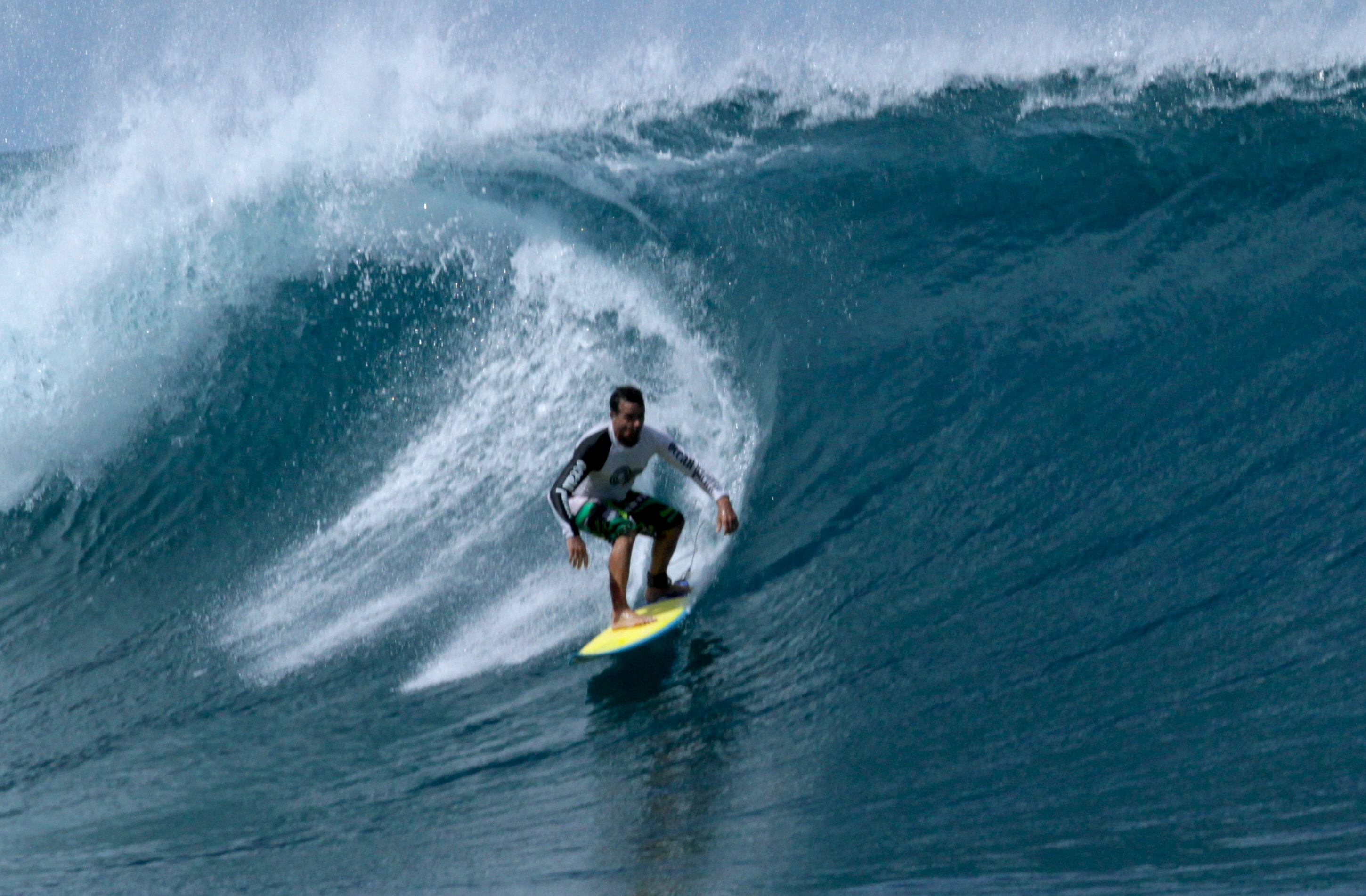
Surfer in Zuid-Nias.

Een aantal stranden in het regentschap, zoals die in de Lagundribaai of Sorakebaai, geniet internationale bekendheid onder surfers, en er worden regelmatig internationale surfcompetities georganiseerd.

## Fotogalerij

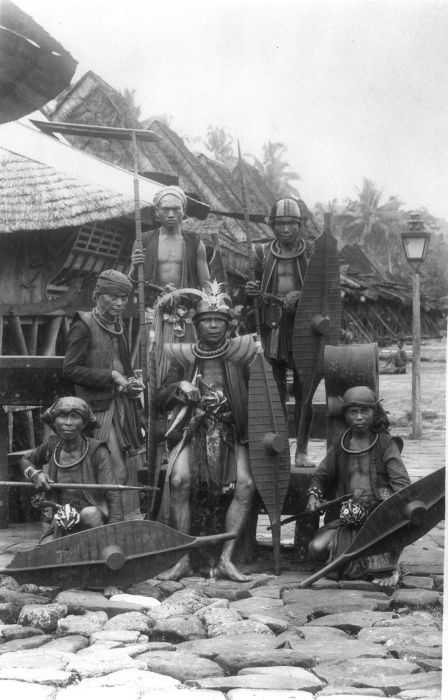
Mannen in krijgskleding in Zuid-Nias
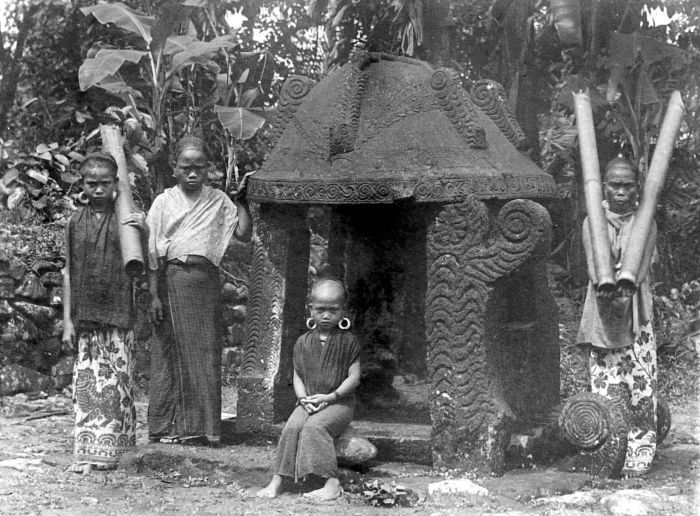
Meisjes bij een offerhuisje bij de ingang van een kampong in Zuid-Nias
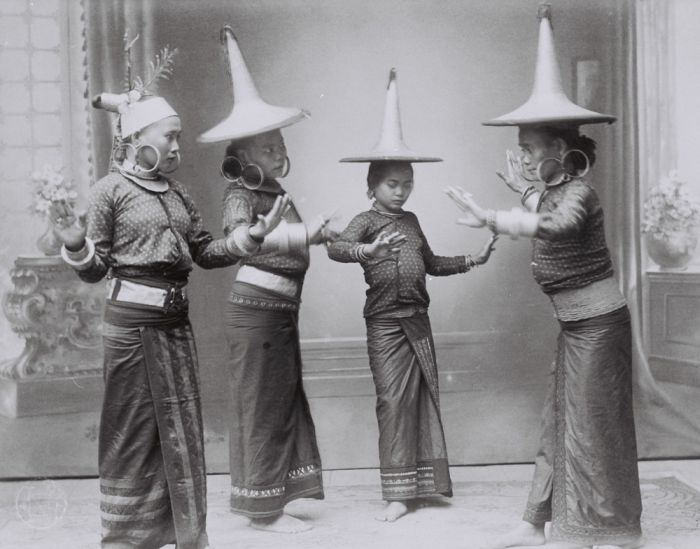
Groep dansende vrouwen uit Zuid-Nias